# Okpe jezik (jugozapadni)
Okpe jezik (ISO 639-3: oke), jedan od pet jezika jugozapadne podskupine edoid, kojim govori 25 400 ljudi (2000) u državi Edo u Nigeriji; 8 722 (1957 Bradbury). Različit je od istoimenog jezika Okpe [okx], koji pripada sjeverozapadnoj skupini edoidnih jezika.

## Vanjske poveznice
- Ethnologue (14th)
- Ethnologue (15th)